# Paring
Paring è una frazione del comune tedesco di Langquaid nel land della Baviera.
Il centro abitato si trova circa 3 km a nord-est di Langquaid.
La località è nota per essere sede dall'800 d.C. del monastero di San Michele dei canonici regolari di Sant'Agostino della Congregazione di Windesheim